# 大塚公園 (文京区)
大塚公園（おおつかこうえん）は、東京都文京区大塚にある文京区立の公園である。土地の一部は豊島区にまたがっている。

## 概要
ラジオ体操、桜の名所、自由広場など、子供・家族・老人などの多くの人々が利用する庶民的な公園。なお、この公園がラジオ体操の発祥の地といわれている（千代田区佐久間公園もラジオ体操発祥の地とされている）。現在も多数の人が毎朝ラジオ体操をしている。その活動の始まりは、ラジオ体操が始まった翌年1929年の1月15日である。
園内に大塚子育地蔵尊の石仏が数体ある。年代が判明しているものは、300年以前の1665年、1674年、1678年であり、往時の里人が豊作と子孫安楽を祈願し奉造したものである。大塚辻町（現大塚5丁目9番）の路傍に置かれていたものを、1945年、第二次世界大戦の戦火で被災し、その後大塚公園に移された。
文京区立大塚公園みどりの図書室と集会所、住好稲荷社,非常災害用井戸もある。

## 歴史
江戸時代嘉永年間、このあたり一帯は、松平長門守の下屋敷が設けられていた。1896年（明治29年）、東京市立養育院（現・東京都健康長寿医療センター）が、この地に移転した。1923年（大正12年）9月1日に関東大震災が起こった。罹災傷病者救護のため、内務省の委託により、東京市は東京市立養育院を大塚簡易療養所として使用し、東京市立養育院は板橋町(現・板橋区栄町)に移転した。3年後の1926年（大正15年）、東京市は、この地に、市立病院（現・東京都立大塚病院）、婦人授産場、隣保館、託児並び児童健康相談所を設立した。その時、「公債償還基金経済所属地」として取得した土地（4,028坪）が、利用しにくい崖地と窪地であった。この土地を　1年間の欧米視察旅行から帰国したばかりの井下清・東京市公園課長が、市街地の画期的な公園とすべく、欧米風の設計施工を行ない、大塚公園を造園した。
大塚公園は、1928年3月31日に開園。教材園もあり、当時は時代の先端をいく画期的な公園だった。60年後の1988年（昭和63年）から1991年（平成3年）に大規模な改修が行われた。この改修で、「みどりの図書室」が設置されたが、ベランダのライオン噴水口がふさがれるなど、初期の公園設計の意図のいくつかは失われた。

## 要目
- 面積 - 15,377m2
- 開園時間 - 常時
- 利用料金 - 無料

## 主な施設
- 文京区立大塚公園みどりの図書室、集会所
- 露壇（ろだん）
- 大噴水
- 広場、花壇、砂場
- ピクニックベンチ
- 石仏（庚申塔）、子育地蔵尊
- 住好稲荷社
- 非常災害用井戸

## 隣接施設
- 東邦音楽大学
- 東京都立大塚病院
- 東京都監察医務院

## 交通
- 東京メトロ丸ノ内線 新大塚駅より徒歩3分。

## 参考資料
- 文京区役所内サイト